# Joyce Pool
Joyce Pool (Delft, 29 juli 1962) is een Nederlandse schrijfster van jeugdboeken.
Pool bracht haar jeugd door in Delft als tweede kind in een gezin met vijf kinderen. Na haar middelbareschoolperiode volgde ze een opleiding aan pedagogische academie J.D. de Visser Smits te Den Haag. Na het behalen van het diploma werkte ze achtereenvolgens als medewerkster van een reisorganisatie, leerkracht in het basisonderwijs en leerlingverpleegkundige. Tijdens de zwangerschap van haar eerste kind onderbrak ze de opleiding tot verpleegkundige om onderwijskunde te gaan studeren aan de Universiteit Leiden.
Met haar toenmalige echtgenoot en haar twee kinderen vertrok Pool in 1992 naar Texel, waar haar man zijn werk vond. Van de rust en ruimte op het eiland maakte Pool gebruik om haar schrijverschap te ontwikkelen. Ze volgde tijdens deze ontwikkeling een opleiding aan schrijversschool Script Plus bij docente Claire Hülsenbeck. Daarnaast ging ze werken op het OSG de Hogeberg als maatschappijleer docente. Haar eerste boek werd in 2000 uitgegeven bij uitgeverij Lemniscaat onder de titel Vals Beschuldigd. 

## Korte verhalen/bijdragen in bundels
- 2004 - Gemarineerde wormen voor Lafaards (bundel: Lemniscaat smaakt naar meer)
- 2004 - Hieronymus van Alphen (bundel: Grote Nederlanders voor de Jeugd)
- 2004 - Annie M.G. Schmidt (bundel: Grote Nederlanders voor de Jeugd)
- 2004 - Het Werk van de Meester - Claire Hulsenbeck als Schrijfster (bundel: Literatuur zonder Leeftijd - zomereditie)
- 2005 - Regenten en Vorsten(bundel: Het grote Geschiedenisboek)
- 2005 - Televisie en Computer (bundel: Het grote Geschiedenisboek)
- 2006 - Dreiging (bundel: 35 Jaar Didaktief)
- 2007 - Hapoe (bundel: Het Eiland - Literair Texel)
- 2007 - De Gouden Leeuw (bundel: Feniks Verhalenboek)
- 2007 - De verdwenen Tabaksbuidel (bundel: Feniks Verhalenboek)
- 2008 - De Mimespeler (tijdschrift: Tina)
- 2009 - Borrel op de goede Afloop (tijdschrift: BoekieBoekie zomereditie)
- 2009 - Mijn allerbeste, alleroudste Vriend (bundel: Vergeten Oorlog -Schrijvers van de Ronde Tafel)
- 2011 - De duistere meester (bundel: 35 jaar Boekenwurm)